# Hernán Fernández
Hernán Fernández Vilaspaz (Santiago, 17 de marzo de 1921 – 5 de julio de 2010) fue un futbolista chileno. Jugaba de guardameta y su primer equipo fue la Unión Española.
Fue hermano del también exfutbolista Pedro Fernández.

## Primeros años
Fernández nació en Santiago. Fue hijo de una pareja de inmigrantes españoles compuesta por el riojano Marcelino Fernández y la catalana Pilar Vilaspaz. Se crio en la comuna de San Bernardo. A los 12 años ingresó a estudiar al Instituto Nacional General José Miguel Carrera, donde conoció a Andrés García, entrenador de las divisiones inferiores de Unión Española.

## Trayectoria

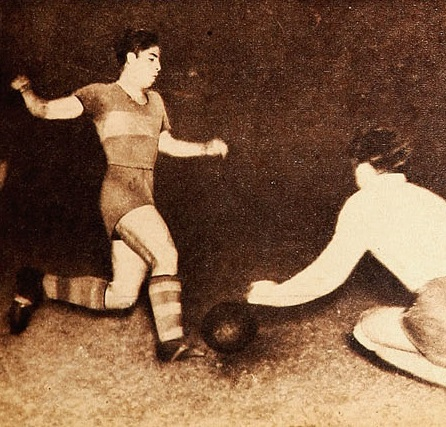
René Meléndez de Everton de Viña del Mar enfrenta a Fernández de la Unión Española, en la final del Campeonato Nacional de 1950.

Fernández se formó en las divisiones inferiores de Unión Española, a cargo de Andrés García. Si bien Fernández era delantero, decidió jugar como guardameta ante el exceso de delanteros con los que contaba la cantera hispana. Debutó en 1938 con la camiseta hispana.
Para el Campeonato Nacional de 1943, el entrenador Atanasio Pardo le encargó la misión, junto con Segundo Flores y Luis Ponce, de comandar un joven plantel para dicho torneo, en el cual terminarían titulándose campeones por primera vez en la historia de Unión Española.
Fernández casi logró su segundo título en el Campeonato Nacional de 1950, torneo en el cual su club perdió la final ante Everton de Viña del Mar el 14 de enero de 1951, con un gol de René Meléndez en la prórroga. Sin embargo sería en 1951 cuando el guardameta lograría obtener su segundo título profesional, tras disputar nuevamente una final para dirimir al campeón del torneo, esta vez ante Audax Italiano, en el marco del tradicional clásico de colonias. El partido, realizado el 13 de diciembre de ese año en el Estadio Nacional, terminó a favor de los hispanos gracias a un gol de penal marcado por su compañero de equipo Mario Lorca. Fernández sería nombrado como el "mejor futbolista chileno" por parte del Círculo de Cronistas Deportivos de Chile, siendo el primer futbolista en ganar dicho reconocimiento.
Fernández se retiró en primera instancia del club tras obtener el título, quedando Francisco Nitsche a cargo del arco hispano. Tras un breve paso en Santiago Morning, se retira en primera instancia en 1953. Sin embargo, Nitsche sería sancionado por ocho fechas, por lo que Fernández volvió brevemente a la actividad futbolística con Unión Española. Tras su retiro final, ejerció como director del club y como entrenador del mismo en 1954.
Hernán Fernández falleció el 5 de julio de 2010, víctima de un cáncer de próstata.

### Selección nacional
Fernández disputó 12 partidos con la selección de fútbol de Chile, de los cuales 9 fueron partidos oficiales y 3 amistosos. Fue nominado por el entrenador Francisco Platko para integrar la nómina del Campeonato Sudamericano 1942, donde realizó su debut el 10 de enero de 1942 en la contundente derrota 6:1 ante Uruguay.
Posteriormente, fue Luis Tirado quién lo nominó para defender el arco en el Campeonato Sudamericano 1946.
Disputó su último partido el 2 de abril de 1952 ante el Perú.

## Clubes
| Club             | País  | Año       |
| ---------------- | ----- | --------- |
| Unión Española   | Chile | 1938-1951 |
| Santiago Morning | Chile | 1952-1953 |
| Unión Española   | Chile | 1953      |

## Palmarés

### Campeonatos nacionales
| Título           | Club           | País  | Año  |
| ---------------- | -------------- | ----- | ---- |
| Primera División | Unión Española | Chile | 1943 |
| Primera División | Unión Española | Chile | 1951 |

### Distinciones individuales
| Distinción                                                 | Año  |
| ---------------------------------------------------------- | ---- |
| Copa “Eva Perón” al Mejor arquero Campeonato Sudamericano. | 1946 |
| Mejor Deportista del Fútbol Profesional.                   | 1951 |
| Mejor Antiguo Deportista                                   | 1990 |